# Manuel Valldeperes i Jaquetot
Manuel Valldeperes i Jaquetot (Barcelona, 1902 — Santo Domingo, República Dominicana, 25 de novembre de 1970) fou un escriptor i periodista català.
Llicenciat en Filosofia i Lletres per la Universitat de Barcelona. Fou col·laborador a La Publicitat i altres diaris. Va publicar diverses novel·les, obres de teatre, llibres d'assaig i articles. Les seves obres són més aviat de caràcter popular i sentimental.
Els anys trenta fou funcionari de la Generalitat i estigué adscrit políticament a Acció Catalana. Com a funcionari s'adherí a l'Associació Cultura i Esport-Generalitat de Catalunya. (ACE-GC), dins la qual va esdevenir, a partir de 1932, soci de la Secció de Mutualisme. Posteriorment, el 1933, s'incorporà a l'Associació de Funcionaris de la Generalitat de Catalunya (AFGC).
En acabar la Guerra Civil el 1939 s'exilià a la República Dominicana. Allà dirigí el diari La Nación i la secció d'art i literatura d'El Caribe, d'on fou un destacat crític.

## Obra literària
Novel·la
- Epistolari d'una dona de món (1927)
- Una vida (1934)[4]
- Ombres entre tenebres (1941), reportatge novel·lat sobre la retirada de la guerra i els camps de concentració francesos. Publicat per Adesiara editorial, Martorell, 2017.

Teatre
- Comèdia d'amor i de dolor (1926)
- El ram de Sant Joan (1933)
- La sang als ulls (1937)
- El malalt incomprès (1938)

Articles
- Els perills de la rereguarda (1937)
- La força social i revolucionària del teatre (1937)

Assaig
- La força social i revolucionària del teatre (1938)
- Acción y pensamiento de Trujillo (1955), biografia de Rafael Leónidas Trujillo Molina

Obres presentades als Jocs Florals de Barcelona
- Poema a l'amor que torna (1923)
- L'etern poema (1923)
- Corranda a l'amor trobat (1924)
- L'Amor ens hi guiarà (1927)
- Estampes barcelonines (1931)
- Santa Llúcia. Sonet (1932)
- Sant Jordi. Sonet (1932)
- Corpus. Evocació (1932)
- Sant Medi. Estampa ciutadana (1934)
- Santa Llúcia. Estampa ciutadana (1934)
- Corpus. Estampa ciutadana (1934)
- Catalunya triomfant (1934)